# Parque metropolitano La Florida
El parque metropolitano La Florida es el parque más importante del noroccidente de Bogotá y se encuentra ubicado en la periferia de la ciudad, específicamente en los municipios de Cota y Funza (km 3 vía Engativá-Cota) y (km 4 Autopista Medellín). Cuenta con un área de 267 hectáreas equipada con instalaciones deportivas como pistas de motocross, canchas de fútbol, futsal, tenis, voleibol, baloncesto, patinódromo y rampas para deportes extremos. 

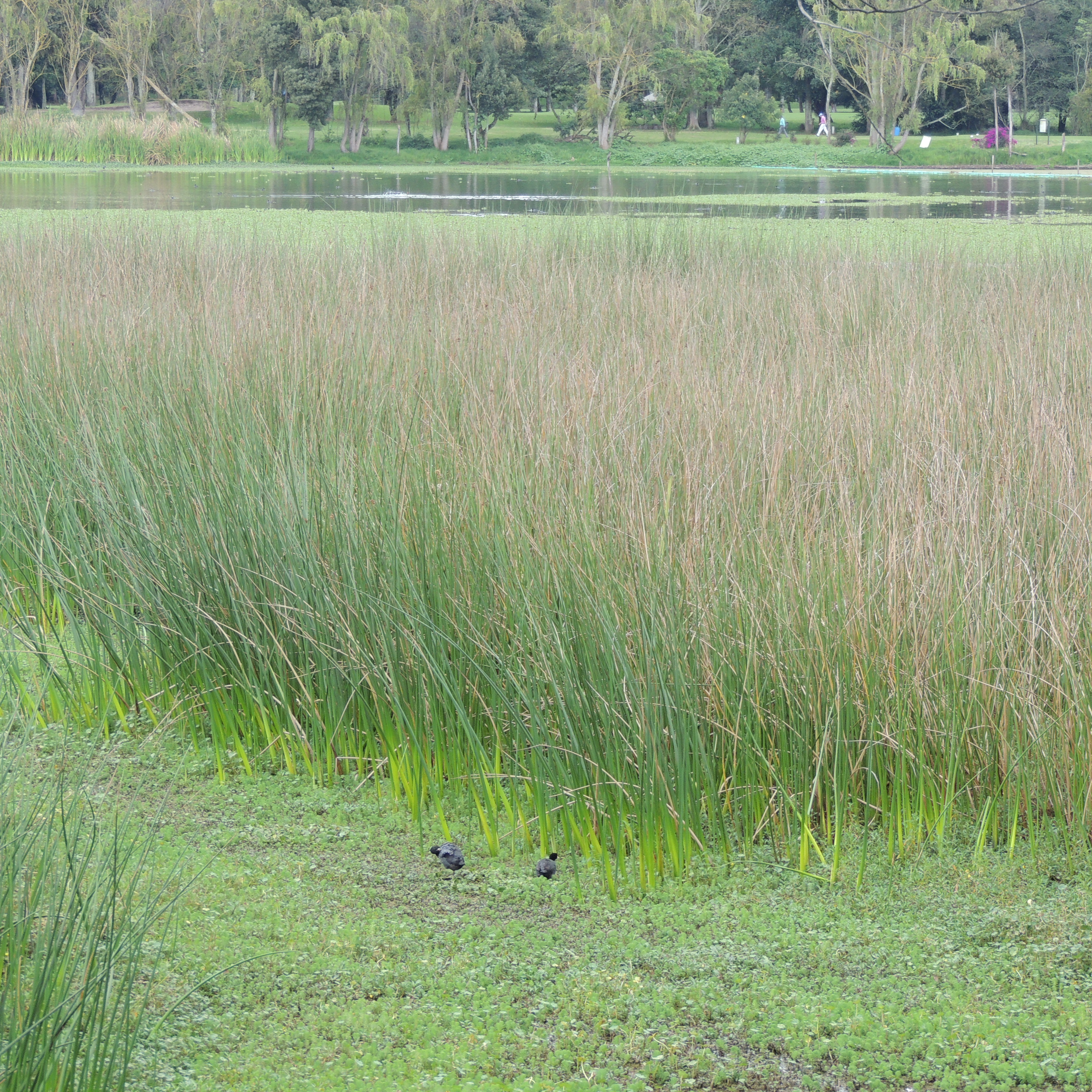
Parque La Florida, lago, al fondo el club de golf La Florida, Cundinamarca, 2022

Posee un lago de 16 hectáreas y disponen con zona para acampada y 100 quioscos para asados, como comedor y baterías de baños. Además zonas para campamento y parqueadero.
Dispone de una amplia variedad de flora el cual incluye palmas de cera del Quindío, pinos ciprenses, pátula, acacias y roble. Igualmente cuenta con un vivero pedagógico
Debido a su cercanía al Humedal Jaboque, existe alta presencia de aves. Se han identificado un total de 40 especies de las cuales 30 son endémicas y 10 migratorias las cuales visitan al parque entre los meses de septiembre y abril. Sus amplias zonas verdes y el humedal que se extiende en su costado sur lo convierte en un importante atractivo acuático. Cuenta con botes, caminos internos y puentes de madera que comunican con una cancha de golf (Club de Golf La Florida).

## Historia
Durante la gestión del alcalde Aníbal Fernández en 1974, la división de parques de la Lotería de Bogotá adquirió un extenso predio ubicado cerca de la pista del aeropuerto El Dorado. En dicha época se criticó la lejanía de los terrenos para un parque de la ciudad, pero al pasar de los años se ha convertido en un centro ambiental y ecológico aún separado de la congestión diaria de una metrópolis en constante expansión.
El parque es administrado y sostenido por IDRD desde 1980 cuando fue cedido por la Lotería de Bogotá al instituto para su sostenimiento y manejo. Desde entonces el parque ha evolucionado de unas simples áreas verdes con canchas de baloncesto y fútbol a lo que es hoy. 
Su evolución ha sido lenta, por un tiempo (1986-1997) fue sede para los entrenamientos de las divisiones inferiores y escuadra profesional de fútbol del equipo Santa Fe. Igualmente ha sido por muchos años sede de deportes a motor como el motocross.
Por muchos años es visitado todos los fines de semana por centenares de visitantes que van a descansar y armar picnis.
Actualmente el parque cuenta con canchas renovadas para fútbol, baloncesto, voleibol y tenis. Alberga una pista internacional de aeromodelismo y es sede la liga de motocross y motociclismo de Bogotá, uno de les deportes extremos más extendidos en la ciudad. 
Desde el año 2008, el Instituto Distrital de Recreación y Deporte (IDRD), el Jardín Botánico y la Secretaría Distrital de Ambiente conjuntamente realizan actividades para la conservación de la reserva ecológica del parque. Se llevan adelante estudios de la población de aves y evalúan la conectividad existente entre el humedal de Jaboque y el río Bogotá.